# Reprezentacja Danii w futsalu mężczyzn
Reprezentacja Danii w futsalu – zespół futsalowy, biorący udział w imieniu Danii w meczach i sportowych imprezach międzynarodowych, powoływany przez selekcjonera, w którym mogą występować wyłącznie zawodnicy posiadający obywatelstwo duńskie. Za jego funkcjonowanie odpowiedzialny jest Dansk Boldspil-Union. Reprezentacja Danii tylko raz brała udział w międzynarodowych rozgrywkach – w MŚ 1989. Od tego czasu nie brała udziału w żadnych kwalifikacjach.

## Udział w mistrzostwach świata
- 1989 – 1. runda